# КК Монако
КК Монако (фр. AS Monaco Basket) кошаркашки је клуб из Монака. Тренутно се такмичи се у Про А лиги Француске и у Евролиги.

## Историја
Клуб је основан 1928. године и већину свог постојања провео је по нижим ранговима у Француској. Од сезоне 2015/16. игра у Про А лиги Француске. Победник Купа лидера био је 2016, 2017. и 2018. године. 
Клуб је током 70-их и 80-их година 20. века забележио и два учешћа у међународном Купу Радивоја Кораћа, али је оба пута елиминисан у групној фази. У сезони 2016/17. освојио је треће место у ФИБА Лиги шампиона.
Монако је у сезони 2020/21. освојио Еврокуп, чиме је изборио пласман у Евролигу за сезону 2021/22.

## Успеси

### Национални
- Првенство Француске:
  - Првак (2): 2023, 2024.
  - Вицепрвак (5): 1950, 2018, 2019, 2022, 2025.

- Куп Француске:
  - Победник (1): 2023.
  - Финалиста (1): 1983.

- Куп лидера:
  - Победник (3): 2016, 2017, 2018.
  - Финалиста (1): 2025.

### Међународни
- Евролига:
  - Финалиста (1): 2025.
  - Треће место (1): 2023.

- Еврокуп:
  - Победник (1): 2021.

- ФИБА Лига шампиона:
  - Финалиста (1): 2018.
  - Треће место (1): 2017.

## Учинак у претходним сезонама
| Сез.     | Првенство Француске | Куп Француске | Куп лидера   | Европско такмичење               |
| -------- | ------------------- | ------------- | ------------ | -------------------------------- |
| 2015/16. | Полуфинале ПО       | Четвртфинале  | Победник     | —                                |
| 2016/17. | Четвртфинале ПО     | Четвртфинале  | Победник     | ФИБА Лига шампиона — Треће место |
| 2017/18. | Вицепрвак           | Четвртфинале  | Победник     | ФИБА Лига шампиона — Финалиста   |
| 2018/19. | Вицепрвак           | Четвртфинале  | —            | Еврокуп — Топ 16                 |
| 2019/20. | прекинуто           | Четвртфинале  | Полуфинале   | Еврокуп — прекинуто              |
| 2020/21. | Полуфинале ПО       | Осмина финала | није игран   | Еврокуп — Победник               |
| 2021/22. | Вицепрвак           | Полуфинале    | није игран   | Евролига — Четвртфинале          |
| 2022/23. | Првак               | Победник      | Четвртфинале | Евролига — 3. место              |
| 2023/24. | Првак               | Полуфинале    | Полуфинале   | Евролига — Четвртфинале          |
| 2024/25. | Вицепрвак           | Полуфинале    | Финалиста    | Евролига — Финалиста             |